# Praça Benedito Calixto
A Praça Benedito Calixto é uma praça localizada no distrito do Jardim Paulista, São Paulo, entre a rua Cardeal Arcoverde e a rua Teodoro Sampaio, homenageando o pintor Benedito Calixto.

## Feira da praça
Conhecida na cidade pela feira semanal que lá ocorre: a "Feira da Praça", como é conhecida, que se realiza todos os sábados das 9 às 19 horas, desde 1987 com a participação de 320 expositores, com artesanato variado, obras de arte e antiguidades, além da praça de alimentação.
O "Autor na Praça" é um projeto que acontece duas vezes ao mês e tem despertado muita atenção. No espaço de apresentações Plínio Marcos, autores fazem lançamentos de seus livros enquanto batem papo descontraído com frequentadores.
"Chorinho na Praça", acontece todos os sábados, das 14:30 às 18:30, quando se tem oportunidade de ouvir o tradicional chorinho da praça Benedito Calixto, comandado por 'Canário e seu Regional'.
A Praça de Alimentação com suas comidas típicas, é um ponto de encontro das tardes de sábado onde os freqüentadores da Feira se reúnem para comer os petiscos, tomar cerveja, refrigerantes e sucos ao som de chorinhos.
A musicalidade da Feira não se limita ao chorinho, acolhendo espetáculos de música de diversos gêneros. Um desses espetáculos que acontece com bastante freqüência é a apresentação dos "Corais" às 18 horas, encerrando as atividades da Feira.
A praça é homenagem ao considerado um dos maiores expoentes da pintura brasileira do início do século XX, Benedito Calixto de Jesus.